# Списак ликова у серији Ред и закон: Лос Анђелес

Ово је преглед главних и епизодних ликова у правној драми Ен-Би-Сија Ред и закон: Лос Анђелес.
Ред и закон: Лос Анђелес, огранак криминалистичке драме Ред и закон, прати детективе који раде у Одељењу за пљачке и убиства при Полицијској управи Лос Анђелеса, јединици која се усредсређује на злочине у вези са убиствима са два детектива одељења за убиства, старијег и млађег ортака, који истражују злочин, прикупљају доказе и саслушавају сведоке док редовно извештавају надређену поручницу Арлин Гонзалес (Ванда де Хесус/Рејчел Тикотин). Докази воде до хапшења једног или више осумњичених. Ствар потом преузимају тужиоци Окружног тужилаштва Лос Анђелеса: млађи и старији заменик окружног тужиоца. Они расправљају о пословима, припремају сведоке и доказе и воде саслушања сведока на суђењу. Серија уопштено приказује двоје заменика окружног тужиоца који раде у окружном тужилаштву наизменично у епизодама.
Због ниске гледаности, НБЦ је отказао серију 13. маја 2011.

## Ликови

### Главни

#### Рекс Винтерс
Детектив Рекс Винтерс први пут је представљен у епизоди „Понашање“ серије Ред и закон: Одељење за специјалне жртве у којој је детективка Оливија Бенсон (Мариска Харгитеј) путовала у Лос Анђелес због жртве силовања Вики Сајерс (Џенифер Лав Хјуит). Бенсонова је тамо упознала Винтерса који је слао ДНК на испитивање (који је био деградиран) и имао спреман налог за претрес складишта Бенсониног осумњиченог у граду где је осумњичени имао слике и видео записе свих својих жртава. Винтерс предаје случај Бенсоновој говорећи јој да је наступила застарелост што се тиче случаја силовања у ЛА три недеље раније. Ипак јој је помогао јер је знао да у Њујорку сиовање не застарева.
Бивши маринац, Винтерс је рођен 1970. Имао је интуицију природног полицајца. Када је био на полицијској академији, Винтерс је био сведок неуспеха полиције у догађају са Роднијем Кингом. Као млади патролниста само шест недеља после академије, био је на улици током нереда који су уследили. То га је натерало да своју улогу полицајца схвати озбиљније и да се више ослања на себе него на своје колеге. Ожењен је својом бившом ортакињом са којом је био у вези док је био у браку са својом претходном супругом. Њено претходно ангажовање у полицији довело је до неких сложености. Имају двоје деце и злочини у којима су умешана деца узнемиравају Винтерса и терају га да мисли на рођену породицу. Причало се да је Винтерс у одрастању много сурфовао. Рекс и његов деда су пецали у Балонн рукавцу када је он био мали, а околина Балон рукавца је такође била Винтерсово прво хапшење. Винтерс и ЗОТ Стентон су били у лошим односима јер је Стентонова рекла њему и Џарушалском да не могу да разговарају са клинцем који се спремао да призна убиство без његовог заступника и његових родитеља. Његов отац је имао проблем са пићем. Његова породица никада није разговарала о политици, вери или очевом пићу када је био млад.
У епизоди "Зума кањон", Рекс Винтерс је убијен на дужности док је вечерао са својом породицом када су меци из аутоматског оружја улетели кроз прозор њихове дневне собе од којих је један погодио Винтерса у страну. Винтерса је убио мексички нарко картел чији је вођа Цесар Варгас ухапшен пошто је убијен сведок – једанаестогодишњи дечак.

#### Томас Џарушалски
Познатији под надимком "ТЏ", Томас Џарушалски је родом из Холивуда са циничним погледом на индустрију забаве. Већи део дијалога Џарушалског састоји се од саркастичних, тешких запажања изречених у драматично погодним тренуцима. Џарушалски има сазнања о наркотицима пошто је три године провео у Одељењу за пороке заједно са проживљеним детињством близу дроге. У епизоди „Плаја виста“ је наговештено да Џарушалски одлази у ноћне клубове у слободно време. Џарушалски је рекао Моралесу да је основао рок бенд са својим пријатељима када је био млађи и да је бенд успео да буде предгрупа саставу "Потомак" на топ листама.
Џарушалски је погођен тугом и бесом након Винтерсове смрти, што се посебно видело када је из џипа извукао починиоца Цезара Варгаса, Винтерсовог убицу, гурнуо га на земљу и бациоа на задњи део марице, ударајући ногама у кола. Варгас је побегао властима, а Џарушалски је наставио да трага за Винтерсовим убицом у будућим епизодама. Приказано је како комуницира путем е-поште са неким из УСД-а о виђењима Варгаса и тражи слике тих виђања на које је УСД одговорио сликама надзора. На основу једне од слика, он одлучује да пређе границу, говорећи граничној патроли да иде на роњење, како би се састао са везом која га упознаје са једном од Варгасових жена која такође има своје личне разлоге да помогне у хватању Варгас. Када се вратио у САД, двојица Мексиканаца су га пратила из Мексика да га убију. Пошто је једног убио, а другог онесвестио, није имао избора него да то пријави. Када је Гонзалесова стигла, она га је питала да ли се ради о Варгасу, а он је лагао да му се „можда није допала моја величина 13 у његовом лицу“ на шта је Гонзалесова одговорила: „Боље ти је да је тако“. На месту злочина проналазе записану адресу Винтерсове жене Кејси. Моралес и ТЏ одлазе у Кејсину кућу да јој кажу да мора да иде код своје мајке. На крају епизоде, Гонзалесова гледа у празно место за Џарушалсковом столу за ког Моралес каже да му предстоји неколико дана боловања. Епизода се завршава тако што Моралес зове Џарушалског и види се како његов телефон звони у мексичком мотелу, а њега нема. Ово је очигледно требало да буде врхунац прве сезоне.
У епизоди "Сребрном језеру", Џарушалски је имао помешана осећања о томе да се Моралес вратио из тужилаштва у полицију, али она нестају до краја епизоде. Моралес је умешан у пуцњаву – коју ТЏ није видео – због чега је дошао код полицијског психијатра. На разговору је, осим свог стања ума у време пуцњаве, говорио о Винтерсовом убиству и учинцима које је оно имало на Џарушалског. Бранилац је желео да се Моралесова психолошка процена уведе на отворено суђење. Моралес је оставио ТЏ-а да изабере да ли да се то одобри или не, а Џарушалски му је на крају дао зелено светло.

#### Арлин Гонзалес
Арлин Гонзалес је надређена Одељења за убиства ЛА СУП-а. Гонзалесова је кул професионалка која свој лични живот чува за себе. Има диплому права. Она је страствена заговорница својих детектива. Течно говори шпански и поркелом је из Мексика. Када је била оптужена у случају убиства у ком је коришћен монтирани снимак говора који је одржала како би била приказана као расисткиња, она се изјаснила да је лезбијка како би објаснила како ју је нетрпељивост са којом се суочавала довела до тога да превазиђе сопствену нетрпељивост. Гонзалесова има једног сина који је рођен 1999. Она је потегла неколико веза да би Моралеса довела у Одељење за крвне деликте као ТЏ-овог новог ортака. Може се видети како је била погођена када је Винтерс преминуо у болници након рањавања.

#### Евелн Прајс
Евелин Прајс је Моралесова десна рука. Она је Афроамериканка која је одрасла у ЛА у области Болдвинновог брда са вишим средњим сталежом. Продавница намештаја њеног оца спаљена је у нередима повезаним са Роднијем Кингом. Иако је здравствено скептична према опхођењу СУП-а према мањинама, она верује да је анархија коју је видела током нереда у ЛА била гора од било чега што је СУП урадио или би могао да уради. Она је прави центар за питања закона и реда у поређењу са Моралесом. Прајсова не воли што мушкарци често лажу или смишљају изговор како би добили оно што желе или држе везе са другим женама скривеним од својих супруга. Већина тога произилази из тога што је и Прајсова сама имала лоше везе са мушкарцима. Моралес јој је рекао да је млада и да не разуме да је оно чега се мушкарци највише плаше самоћа.

#### Лорен Стентон
Лорен Стентон је помоћница Џоа Декера и млада тужитељка десног центра из Сан Марина. Каже да ју је породични суд претворио у оштру тужитељку када је судија желео да се сломи на отвореном суду. Држала се чврсто током поступка, а касније се сама покварила на степеништу. Чини се да је Стентонова у центру пажње по питљњу закона и реда са правдом за жртве. Стентонова се такође не односи превише љубазно према телевизијским заступницима (као што је Декерова колегиница са правног факултета Сара Гудвин (Натали Зеј)) који мисле да знају више од обичног заступника. Стентонова себе не сматра „феминисткињом“ која тражи кривицу на мушкарцима. Она се слаже са Декером и детективом Винтерсом у епизоди „Плаја виста“ када је дете професионалног голфера Лук Џаро (Хач Дено) убило љубавницу свог оца због своје мајке (Белами Јанг). Стентонова је рекла Луку да не разговара са Винтерсом и Џарушалским јер се спремао да призна убиство без присуства родитеља или заступника пошто је малолетан. Детективима је рекла да је баш брига да ли је Лук злочинац из Кренша, а још мање син познатог професионалног голфера. Стентонова је напустила свој положај у тужилаштву јер је њен дечко добио посао у Вашингтону па се преселила с њим. ТЏ-у се свиђала и било му је жао што није поступио према својим осећањима када је имао прилику.

#### Џо Декер
Џона Декер од миља звани "Џо" је нови ЗОТ који ради са ЗОТ Моралесом. Он и Моралес деле посао, а сваки се појавио у отприлике половини епизода. У случају у којем лично схвата убиство двоје деце, Декер помиње да има најмање 100 осуђујућих пресуда од свих случајева које је судио у својој каријери. Када је одбрана позвала Винтерсову жену да сведочи у случају у којем бивша робијашица убила цимерку из ћелије, а веровало се да је Кејси приморала жену да каже да је убила своју децу пожаром (што је било лажно), Декер се одмах успротивио звању, тврдећи да њено сведочење није важно. Судија је дозволио њено сведочење. Пошто је Хардин бесно погледао Декера из задњег дела суднице. Декер је рекао да ће тужилаштво предвидети да је због грешака у доказима и тужилачког понашања Дилонова неосновано осуђена и да није побила своју децу и да није те пресуде никада не би била у затвору са цимерком. Одбрана је то прихватила, а Кејси се извинила. Једна од Декерових старих колегиница са факултета Сара Гудвин (Натали Зеј) бранила ја оптужену у случају у кем је радника у нафтној посади убила његова шефица. У отвореном ресторану у који су обоје ишли после школе (а Декер после судских спорова) Декер јој је рекао да 'само нису кликнули' пошто га је питала зашто никада није тражио помоћ од ње на часовима правног факултета већ је питао мушког пријатеља за то. Декер је претпоставио да је указивала да је сексиста.
На слици на столу у његовој пословници види се да Декер има ћерку. Када се детектив Моралес уплео у пуцњаву и кад је заступник желео да искористи његову психолошку процену као сведочење на отвореном суду, он је покушао да одбаци захтев одбране позивајући се на лекарско-болесничку повластицу, иако је касније Моралес желео да се то изјави на јавном претресу.
У епизоди "Надокнада" ОСЖ-а, Декер је отишао у Њујорк и привремено се повукао са свог положаја ЗОТ-а Лос Анђелеса да би бранио брата од тетке који је оптужен за силовање. Он се нашао у сукобу са ОСЖ-овом повратницом помоћницом окружног тужиоца Кејси Новак коју је исмејао јер је претходно била осуђена. У овој епизоди се открива да је Декерову тетку силовао деда жртве.
Декер се често не слаже са ставовима тужиоца Џерија Хардина и у ствари их доводи у питање. Једном га је позвао на трибину да одговори на његову одлуку да примени 3. прекршај против осумњиченог што је Декер сматрао да је Хардин урадио у покушају да исправи претходну грешку. Декер такође осећа да ће једног дана постати тужилац.

### Епизодни

#### Џери Хардин
Џери Хардин (Питер Којот) је окружни тужилац Лос Анђелеса и надређени заменика окружног тужиоца. Он је демократа. Био је изабран за тужиоца пре 2004. Чини се да зна много о политици и брукама у вези тужилаштва и СУП-а и чини све што може да обезбеди светост функције за разлику од свог претходника који је дозволио једном судији и тужитељки везу током суђења за убиство жене која је наводно побила своју децу. У случају када је двоје недужне деце побијено у случајном праску лабораторије метамфетамина, Министарство одбране је дошло да преузме притвор над оптуженима пошто је откривена њихова терористичка завера за бомбардовање ваздушне луке Лос Анђелеса. Декер је убедио Хардина да „заштити њихову оптужницу” да би се наставило суђење у Лос Анђелесу јер би иначе изгледало лоше ако би изгледлао да је окружни тужилац одустао и под политичким притиском пустио да за смрт двоје деце нико не одговара.

#### Кејси Рајан-Винтерс
Кејси Рајан (Тери Поло) је супруга и бивша ортакиња детектива Рекса Винтерса и бивша тврдоглава полицајка која се повукла из службе како би засновали породицу. Када је била детективка, Кејси је оптужена да је присилила једну мајку да каже да је побила своју децу што је довело до тога да буде неосновано осуђена. Винтерс је рекао Џарушалском да је волео када су он и Кејси били ортаци „да она иде прва на врата“ јер је желела да се према њој опходе као исто као према мушкарцима. Рекс је рекао Џарушалском у епизоди „Плаја виста“ да се Кејси бави професионалним женским голфом и да су једне ноћи гледали покер такмичење на Браву. Кејси се вратила у епизоди "Хејден тракт" у којој су она и њена ћерка морале да напусте свој дом пошто ТЏ-ова освета против Цезара Варгаса угрозила њихову безбедност.

#### Мивако Нишизава
Мивако Нишизава (Тамлин Томита) је специјалисткиња судске медицине Одељења за пљачке и убиства Секретаријат унутрашњих послова Лос Анђелеса. Први пут се појавила у епизоди "Хондопоље" када је избеглицу на црно који ради на нафтној платформи 8 километара од обале сексуално узнемиравала његова шефица.